# Steuart Wilson
Sir James Steuart Wilson (Bristol, 21 luglio 1889 – Petersfield, 18 dicembre 1966) è stato un tenore e manager inglese, conosciuto per i ruoli in oratori e concerti nella prima metà del XX secolo. Dopo la seconda guerra mondiale fu amministratore di diverse organizzazioni tra cui l'Arts Council of Great Britain, la BBC e la Royal Opera House.
Dopo il servizio durante la prima guerra mondiale, Wilson divenne famoso per aver cantato ruoli di tenore in oratori di compositori come Bach a Elgar ed era particolarmente ammirato sia come Evangelista nel Passione secondo Matteo di Bach sia nel ruolo del protagonista ne Il sogno di Geronte. Era uno strenuo sostenitore della musica dei compositori inglesi della sua generazione, in particolare Ralph Vaughan Williams, Gustav Holst e Rutland Boughton. Di tanto in tanto è apparso in ruoli di tenore d'opera, tra cui Satyavan nella prima esecuzione professionale di Savitri di Holst. La qualità della sua voce e persino la sua tecnica, tuttavia, non erano universalmente ammirate. In un caso di diffamazione che attrasse grande attenzione pubblica Wilson fece causa a un membro del pubblico che aveva criticato una delle sue esibizioni con una lettera e la BBC per averla pubblicata: vinse £2.000 a titolo di risarcimento danni.
Nel 1937 Wilson si stabilì per un po' 'negli Stati Uniti, insegnando al Curtis Institute of Music. Si ritirò dal canto e tornò nel Regno Unito nel 1942, dove iniziò una seconda carriera come amministratore. Inizialmente lavorò per la BBC, poi dopo la guerra fu nominato direttore musicale del nuovo Consiglio delle Arti della Gran Bretagna; nel 1948 fu nominato cavaliere per i suoi servizi in quella posizione. Nello stesso anno divenne direttore musicale della BBC e progettò ignominiosamente il ritiro forzato del direttore principale della BBC Symphony Orchestra, Adrian Boult. L'anno seguente divenne vicedirettore generale della Royal Opera House e in questo incarico diresse la prima messa in scena di The Pilgrim's Progress di Vaughan Williams nel 1951. Insoddisfatto di essere subordinato all'amministratore generale della Royal Opera, David Webster, Wilson si dimise dal suo incarico nel giugno 1955 e iniziò una campagna contro gli omosessuali nella professione musicale. Wilson terminò la sua carriera come preside del Royal Birmingham Conservatoire, 1957-1960.

## Biografia

### Primi anni
Wilson nacque a Bristol, figlio minore di James Wilson, preside del Clifton College, che una volta veniva descritto come "una specie di marchio teologico". La sorellastra maggiore di Steuart era l'importante funzionario pubblico Mona Wilson e suo fratello maggiore era Arnold Talbot Wilson, in seguito l'amministratore coloniale della Mesopotamia. Wilson studiò al Winchester College e al King's College di Cambridge, dove lesse i classici, ma sviluppò un forte interesse per la musica. Durante quel periodo strinse amicizia con Clive Carey, Edward J. Dent e Ralph Vaughan Williams. La prima apparizione pubblica di Wilson come cantante fu nella musica di scena di Vaughan Williams per Le vespe di Aristofane nel 1909 e fece la sua prima apparizione nell'opera come Tamino ne Il flauto magico di Mozart nel 1911.
Allo scoppio della prima guerra mondiale Wilson si offrì volontario per il servizio e fu incaricato nell'esercito. Prestò servizio nel Royal Rifle Corps in Francia e fu gravemente ferito due volte, a Ypres nel 1914 e sulla Somme vicino a High Wood nel 1916. La prima ferita, nei polmoni, minacciò seriamente la sua potenziale carriera di cantante, ma lavorò duramente per superare l'infortunio. Lavorò poi nell'ufficio di intelligence dello Stato maggiore presso l'ufficio di guerra e il quartier generale in Francia. Le autorità non sono concordi sul fatto che le ferite, che gli provocarono la perdita di un polmone e di un rene, abbiano influenzato la sua voce di cantante. L'Oxford Dictionary of National Biography afferma che non fu così; Frank Howes, scrivendo nel 1951 e The Times nel suo necrologio, affermano entrambi il contrario. Secondo la sua biografa e terza moglie Margaret Stewart, coloro che avevano ascoltato Wilson cantare prima della guerra "concordarono sul fatto che la sua voce non aveva lo stesso potere di portare il canto, dopo la ferita". Arthur Bliss, che aveva conosciuto Wilson a Cambridge, disse di Stewart che quando il tenore "si stancava, era talvolta incline a cantare in modo un po' calante, come non aveva mai fatto prima della guerra".

### Carriera nel canto
Dopo la guerra Wilson sviluppò un interesse per la musica inglese antica e fu determinante nel fondare il sestetto londinese The English Singers, nel 1920. L'anno seguente cantò il ruolo di Satyavan nella prima esecuzione come professionista di Savitri di Gustav Holst al Lyric Theatre, Hammersmith.
Nel 1921 Wilson incontrò A.H. Fox Strangways, editore della nuova rivista Music and Letters; scoprirono un interesse comune nel fare traduzioni dei testi di Lieder, dato che Wilson aveva affrontato i lied di Schubert solo di recente e collaborò e pubblicò volumi di Schubert, Schumann e Brahms tradotti in inglese. Wilson in seguito fece una traduzione inglese dell'ambientazione dei testi del Das Lied von der Erde di Mahler.
Dal 1921 al 1923 Wilson insegnò musica alla Bedales School, un incarico che gli lasciò il tempo di prendere impegni di canto in tutto il Regno Unito. Nel 1924 lasciò gli English Singers e proseguì i suoi studi di canto all'estero, prima a Nizza con Jean de Reszke (1924–25), con il quale imparò i ruoli di Otello, Parsifal e Tristano, poi prese lezioni da Sir George Henschel (1925-1928) e studiò musica del XVII e XVIII secolo con Wanda Landowska a Parigi.
Per un po' Wilson cantò con la Bristol Opera Company, che andò in tournée a Londra per esibirsi al Royal Court Theatre nel 1927 e nel 1928, diretto da Adrian Boult e Malcolm Sargent. Le produzioni montate includono The Shepherds of the Delectable Mountains di Ralph Vaughan Williams e The Travelling Companion di Charles Villiers Stanford.
Wilson divenne l'interprete di spicco dell'Evangelista nelle Passioni di JS Bach e della parte del protagonista in Il sogno di Geronte di Edward Elgar, che cantò sotto la direzione del compositore e di altri direttori tra cui Hamilton Harty,  Malcolm Sargent, Albert Coates, e Adrian Boult. Il Times lo definì "il miglior esponente di [Geronte] al momento". Il tenore Peter Pears disse che era stato ascoltando Wilson cantare come Evangelista nel Passione secondo Matteo di Bach che "mi diede il via".
Mozart rimase parte del repertorio di Wilson all'Old Vic (sebbene Howard Ferguson si lamentasse che "Steuart Wilson avrebbe cantato stonato"), e sosteneva regolarmente la musica inglese, apparendo regolarmente al festival di Rutland Boughton a Glastonbury e in occasione dei festival di Napier Miles a Bristol  Fu elogiato da Holst, che lo accreditò di aver salvato la produzione della British National Opera Company che in precedenza aveva "rovinato" la sua opera At the Boar's Head.
Scrivendo nel 1968, il critico del The Gramophone Roger Fiske ricordava che Wilson "si è distinto sopra gli altri tenori sia per la grande intelligenza che per la chiarezza della dizione, sebbene la sua voce non sia per natura di particolare bellezza; inoltre non ha mai cantato altrettanto bene nelle esecuzioni come in prova, il suo tono si rimpicciolisce sotto stress". Frank Howes fece osservazioni simili in un articolo pubblicato nel 1951, sebbene notasse che "l'intelligenza" era un eufemismo riconosciuto per un "equipaggiamento vocale indifferente". Un giudizio più recente, basato sulle registrazioni di Schubert Lieder, descrive "l'esecuzione stentorea di Wilson e un modo di porgere piuttosto rigido: il vibrato veloce, la sua tendenza a correre (le canzoni più lente suonano meglio) e l'impressione di essere nettamente superiore alle proprie possibilità nel registro acuto", tutto questo "non garantisce prestazioni soddisfacenti secondo gli standard odierni".
Per molti anni Adrian Boult era stato un caro amico di Wilson e della sua prima moglie Ann, nata Bowles. Quando, alla fine degli anni 1920, Wilson iniziò a maltrattare sua moglie, Boult si schierò dalla sua parte. Divorziò da Wilson per crudeltà mentale nel 1931 e sposò Boult due anni dopo. L'ostilità suscitata in Wilson doveva avere ripercussioni durature. Lo stigma legato al divorzio in Gran Bretagna negli anni '30 influenzò la carriera di Wilson: gli fu vietato esibirsi nelle cattedrali inglesi al Three Choirs Festival per 25 anni fino al 1957, quando narrò il King David di Honegger a Worcester, quando ormai la sua carriera di cantante era terminata.

### Causa alla BBC per diffamazione
Wilson ottenne una più larga celebrità per la sua riuscita azione di diffamazione contro la BBC in quello che divenne noto come "il caso della H invadente". Nel 1933 la BBC aveva stampato nell'edizione del 14 aprile della sua rivista The Radio Times una lettera di un insegnante in pensione che, dopo aver ascoltato una trasmissione della Passione secondo Matteo, accusava Wilson del difetto tecnico di aspirare durante le sue esecuzioni degli abbellimenti: "Sono sorpreso che la BBC possa ingaggiare chiunque sia così incompetente nel controllo del respiro.... Pilate's wife (La moglie di Pilato) diventa Pigh-highlet's wigh-highf; High Priest (Alto sacerdote) è diventato High-high Pree-heest; Purple robe (Abito viola) trasformato in Purple ro-hobe; to diventa too-hoo, e così via per tutta l'esecuzione. È stato semplicemente orribile". Quando Wilson si lamentò, la BBC inizialmente si offrì di pubblicare le scuse su The Radio Times, ma poi non fu d'accordo quando Wilson chiese £5.000 di danni.
Wilson fece causa alla BBC. La compagnia difese con forza la sua azione sulla base del fatto che la lettera era giustificata come una normale critica ad un artista. Wilson mise in dubbio la competenza dell'autore della lettera a giudicare la sua esibizione: mentre Wilson ammise di aver usato la "H invedente", come ornamento legittimo che il suo insegnante, Jean de Reszke, aveva inserito in diverse opere ed ammise di averla usata in due punti della sua esecuzione televisiva e nessuno di questi episodi era stato sottolineato nella lettera. Inoltre, due degli esempi citati nella lettera, "Pilate's Wife" e "purple robe", non apparivano affatto nella sua parte del lavoro. Durante il caso giudiziario di tre giorni furono chiamati diversi testimoni esperti, tra cui Clive Carey che portò come prova uno spartito annotato da de Reszke. Il giudice, Lord Hewart, esortò la giuria a essere "estremamente liberale": dopo 45 minuti di deliberazione, la giuria decise contro la BBC e l'autore della lettera ed assegnò a Wilson £ 2.000 di risarcimento danni. La BBC scelse di non fare appello e si fece carico dell'intero costo: in una nota interna il direttore generale della BBC, John Reith, osservò che in tali casi una giuria britannica tende a favorire l'individuo, piuttosto che una compagnia e che l'appello poteva apparire un uso ingiustificato del potere monetario della BBC.
Wilson usò i soldi che vinse nel caso della diffamazione per sostenere una produzione londinese dell'opera di Boughton The Lily Maid, che egli stesso diresse al Winter Garden Theatre nel gennaio del 1937. Fu elogiato per il suo ritmo sicuro e la sua regia esperta.

### USA
Nel 1937 Wilson si stabilì per un periodo negli Stati Uniti con la sua seconda moglie, Mary (che era una violoncellista) ed entrò nella facoltà del Curtis Institute of Music di Filadelfia, dove insegnò canto, dizione inglese, repertorio vocale e canto di gruppo. Continuò a tenere concerti nei primi anni '40. Nel 1941 si dimise dal Curtis Institute per protestare contro il licenziamento del direttore d'orchestra Randall Thompsone l'anno seguente i Wilson tornarono in Inghilterra. Questa fu la fine della carriera di Wilson come cantante, egli stesso osservò: "L'intero posto [l'America] è pieno zeppo di cantanti di ogni paese del mondo, che si scatenano in cerca di lavoro".

### Amministratore musicale
Wilson entrò alla BBC nel 1942 "in un ruolo secondario con speranze di avanzamento". L'anno seguente fu nominato direttore musicale del BBC Overseas Service. Dopo la guerra diventò direttore musicale dell'Arts Council of Great Britain, di recente formazione dal Council of the Encouragement of Music and the Arts (CEMA) e contribuì a riorganizzare il dipartimento di musica per il lavoro in tempo di pace. In quell'incarico diede supporto all'English Opera Group di Benjamin Britten nel primo anno della sua esistenza, raccomandando al Consiglio che il gruppo avrebbe dovuto "ottenere una sovvenzione non inferiore a £3000 e vicina a £5000". Successivamente accettò un invito a tenere una conferenza al primo Festival di Aldeburgh, parlando il 10 giugno 1948 su "Il futuro della musica in Inghilterra".
Nell'aprile del 1948, anno in cui fu nominato cavaliere per le sue funzioni di direttore dell'Arts Council, divenne il direttore musicale della BBC dopo la morte improvvisa di Victor Hely-Hutchinson. Il Times descrisse questo incarico come "non un successo" ed è ricordato soprattutto per le polemiche provocate da Wilson nella macchinazione volta al ritiro forzato di Boult come direttore principale della BBC Symphony Orchestra. Negli anni '30 a Boult era stato promesso in modo informale dall'allora direttore generale della Corporazione, John Reith, che sarebbe stato esonerato dalla regola della BBC che prevedeva il pensionamento del personale all'età di 60 anni. Tuttavia Reith lasciò la BBC nel 1938 e la sua promessa non ebbe alcun peso con i suoi successori. Wilson, dopo essere stato nominato direttore musicale, disse chiaramente al direttore generale della BBC, William Haley, che intendeva far sostituire Boult come direttore principale della BBC Symphony Orchestra e usò la sua autorità per insistere sul ritiro forzato di Boult. Haley non era a conoscenza dell'animosità personale di Wilson contro Boult e in seguito riconobbe, in un tributo televisivo a Boult, che "nel pensionarlo aveva dato ascolto ad un consiglio sconsiderato".
Nel 1949 Wilson, a 60 anni, si trasferì al Covent Garden per assumere l'incarico di vicedirettore generale della Royal Opera House. Mentre era in quella posizione, diede aiuto al compositore polacco Andrzej Panufnik, che aveva recentemente disertato dalla Polonia comunista, presentandolo all'organizzatore di concerti Harold Holt. Wilson ebbe il merito di aver assicurato la première di The Pilgrim's Progress di Vaughan Williams alla Royal Opera House nel 1951. Wilson era risentito di essere subordinato all'amministratore generale, David Webster, e si dimise dal suo incarico alla Royal Opera House nel giugno 1955. Il mese seguente fu annunciato che stava lanciando "una campagna contro l'omosessualità nel mondo della musica britannica" ed furono riportate le sue parole: "L'influenza dei pervertiti nel mondo della musica è cresciuta oltre ogni misura. Se non sarà presto frenata, il Covent Garden e altri preziosi patrimoni musicali potrebbero subire danni irreparabili".
L'ultimo importante incarico di Wilson fu come preside del Royal Birmingham Conservatoire, 1957-1960, ma questo viene descritto da Grove come "un episodio infelice". Il critico del Gramophone Roger Fiske commentò che Wilson "ha 'gestito' con una irritabilità aggressiva e arguzia che viravano tra l'ispirato e l'impossibile".
Era un membro entusiasta della Tolhurst Society che esisteva a Oxford negli anni '60 e '70. Agli spettacoli dell'oratorio "Ruth" cantava (un'ottava in basso) l'aria da contralto "I went out full, and the Lord hath sent me home again empty" ("Sono uscito pieno e il Signore mi ha rimandato a casa vuoto"). La sua caratterizzazione della parola "vuoto" è ricordata da tutti coloro che l'hanno ascoltato.
Wilson morì nel 1966 a Petersfield, nell'Hampshire, all'età di 77 anni.

## Incisioni
In una registrazione del 1927 durante un'esibizione alla Royal Albert Hall di Londra, Wilson canta in estratti di Il sogno di Geronte diretti dal compositore. Ha anche registrato On Wenlock Edge di Vaughan Williams e canzoni di Denis Browne.